# Joe Slovo
Joe Slovo, född Yossel Mashel Slovo den 23 maj 1926 i Obeliai, Litauen, död 6 januari 1995 i Johannesburg, Sydafrika, var en sydafrikansk judisk politiker och generalsekreterare i Sydafrikas kommunistparti från 1984 till 1991, då han efterträddes av Chris Hani. Han ledde i flera år väpnade aktiviteter för Umkhonto we Sizwe (ANC:s väpnade gren) i Rhodesia under Ian Smiths styre. Slovo utsågs i april 1994 till bostadsminister i Nelson Mandelas regering men avled nio månader senare. Han spelade en betydelsefull roll vid CODESA, förhandlingarna för avskaffandet av apartheid i landet.